# Japewiella dollypartoniana
Japewiella dollypartoniana (лат.)  — вид коркообразных лишайников из семейства Леканоровые (Lecanoraceae). Назван в честь кантри-певицы Долли Партон. Вид широко распространен в Аппалачских горах на востоке Северной Америки в США, а также отмечен в Онтарио, Канада. Лишайник растёт на ветвях деревьев и кустарников на средних и больших высотах.

## Этимология
Видовой эпитет J. dollypartoniana дан в честь американской кантри-певицы и автора-исполнителя Долли Партон (Dolly Parton), которую авторы описывают как «одну из самых известных кантри-певиц всех времен и уроженку южных Аппалачей», где найден этот вид.

## Распространение
Встречается в Канаде (Онтарио) и США (Аппалачские горы).

## Описание
Japewiella dollypartoniana — коркообразный лишайник с более или менее круглым зеленовато-серым или коричневым талломом размером до 2—6 см, хотя иногда соседние талломы сливаются, образуя более крупные агрегаты. На талломе имеются прорывающие поверхность сорали, состоящие из дискретных сферических соредий размером 10—50 мкм. Апотеции у этого вида встречаются редко, известны только из нескольких популяций на горе Хаоэ. Вторичные химические вещества, обнаруженные в лишайнике, представлены норстиктовой и коннорстиктовой кислотами.
Лишайник Japewiella dollypartoniana был официально описан как новый вид в 2015 году Джессикой Аллен и Джеймсом Лендемером. Типовой экземпляр был найден в заповеднике Джойс Килмер-Сликрок в Национальном лесу Нантахала в Северной Каролине. Здесь он был найден растущим на обнаженной скале в вересковом лысом сообществе с преобладанием эритровых кустарников, таких как Rhododendron, Vaccinium и Kalmia, на высоте 1570 м.
Первоначально идентифицированный как вид Lambiella fuscosora этот таксон был признан еще одним коркообразным лишайником, производящий норстициновую кислоту. В 2017 году этот вид был признан новым для Северной Америки на основании стерильного материала из Игл Хилл в штате Мэн (США) и провинции Онтарио (Канада). Повторная экспертиза образцов показала, что на самом деле это Japewiella dollypartoniana, что расширило ареал этого лишайника до Канады.